# BL 7.5 inch Mk II–V naval gun
Die BL 7.5 inch Mk II–V naval gun umfasste eine Reihe von Schiffsgeschützen mit einem Kaliber von 7.5 inch (190,5 mm) und einer Rohrlänge von 50 Kalibern. Alle Typen der Reihe wiesen ähnliche Konstruktionsmerkmale und Schussleistungen auf. In der Bezeichnung steht BL für breech loading (Hinterlader), 7.5 inch für das Kaliber und Mk II–VI für den jeweiligen Typ.

## Versionen

### Mark II
Die Version Mk II wurde für die Küstenverteidigung in Indien entwickelt. Während des Ersten Weltkrieges wurden ursprünglich für Indien, jedoch noch im Vereinigten Königreich befindliche Geschütze in der Küstenverteidigung der britischen Inseln eingesetzt. Nach Ende des Krieges wurden sie nach Indien geliefert oder verschrottet.

### Mark II*, Mark II**, Mark V
Diese Typen wurden speziell als Schiffsgeschütze entwickelt. Sie kamen in der Sekundärbewaffnung größerer Kriegsschiffe als leistungsfähigere Alternative zu 6-inch-Geschützen zum Einsatz. Verwendet wurden sie auf:
- Warrior, Cochrane, Achilles und Natal (Warrior-Klasse), Kiellegung 1903–1904, Indienststellung 1906–1907
- Minotaur, Shannon, Defence (Minotaur-Klasse), Kiellegung 1905, Indienststellung 1908–1909

Die Reichweite betrug bei einer Mündungsgeschwindigkeit von 860 m/s und bei einer Elevation von 15° mit einer 2-crh-Granate 13.000 m und mit einer 4-crh-Granate 14.200 m.

### Mark III
Die Version Mark III wurde von der Elswick Ordnance Company für das Schlachtschiff Constitución gebaut. Die Constitución wurde von der chilenischen Marine bei Elswick in Auftrag gegeben, aus finanziellen Gründen jedoch nicht übernommen. Großbritannien kaufte das Schiff 1903, stellte es fertig und nahm es als Swiftsure in Dienst. Nach Außerdienststellung der Swiftsure im Jahr 1917 wurden die Geschütze zur Küstenverteidigung in Großbritannien, als Belagerungsgeschütze in Belgien und auf den Monitoren der M15-Klasse verwendet.
Die erwartete Einsatzdauer betrug 500 Schuss mit Kordit. Die Reichweite betrug bei der Swiftsure mit einer 2-crh-Granate 12.882 m bei einer Elevation von 15° und bei den Monitoren 13.998 m mit einer 4-crh-Granate. Das Gewicht lag bei 16,25 t und die Mündungsgeschwindigkeit betrug 850 m/s.

### Mark IV und Mark IV*
Die Version Mark IV wurde von Vickers Limited für das Schlachtschiff Libertad gebaut. Die Libertad wurde von der chilenischen Marine bei Vickers in Auftrag gegeben, aus finanziellen Gründen jedoch nicht übernommen. Großbritannien kaufte das Schiff 1903, stellte es fertig und nahm es als Triumph in Dienst.

### Mark VI
Die Version Mark VI wurde von Royal Arsenal für die 4 Kreuzer der Hawkins-Klasse sowie für die HMS Vindictive gebaut. Von den 44 gebauten Kanonen wurden die meisten jedoch für die Küstenverteidigung während es Zweiten Weltkriegs verwendet.
Die erwartete Einsatzdauer betrug 650 Schuss. Die Reichweite betrug bei einer Mündungsgeschwindigkeit von 769 m/s und einer Elevation von 30° mit einer 4-crh-Granate 19307 m.

## Literatur

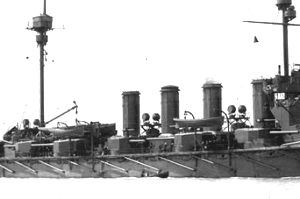
7.5-inch-Batterie auf Minotaur
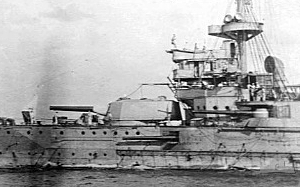
Vordere 7.5-inch-Batterie auf Swiftsure, im Bild rechts und rechts unter dem Turm der Hauptartillerie
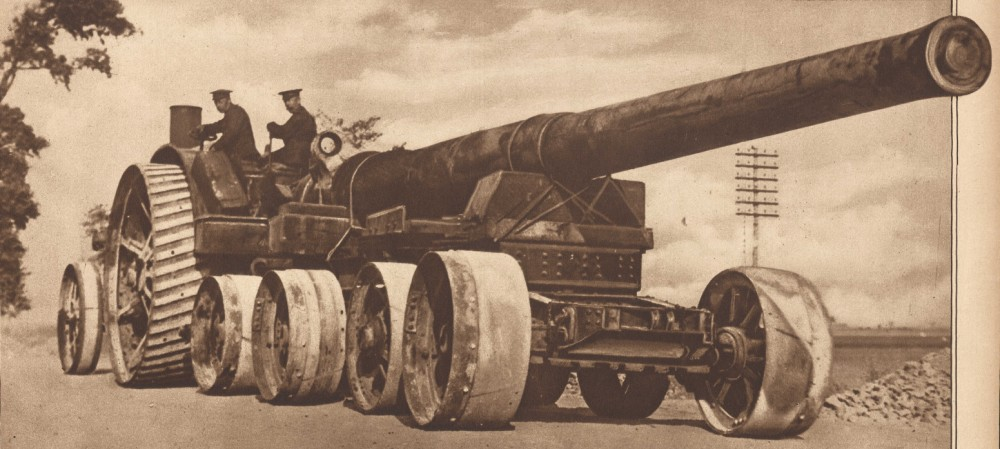
Transport einer 7.5-inch-Kanone der Swiftsure in Flandern, 1917